# Henri Gillet
Henri Antoine Gillet (Tânger, 8 de julho de 1953) é um matemático europeu-estadunidense, especialista em geometria aritmética e geometria algébrica.

## Education and career
Gillet obteve o bacharelado em 1974 no King's College de Londres e em 1978 um Ph.D. na Universidade Harvard, orientado por David Mumford, com a tese Applications of Algebraic K-Theory to Intersection Theory. No pós-doutorado foi instrutor e a partir de 1981 professor assistente na Universidade de Princeton. Foi em 1984 professor assistente, em 1986 professor associado e em 1988 full professor na University of Illinois at Chicago.
Foi palestrante convidado do Congresso Internacional de Matemáticos em Quioto  (1990: A Riemann-Roch theorem in arithmetic geometry).

## Publicações selecionadas
- com Christophe Soulé: Direct images of Hermitian holomorphic bundles Bull. Amer. Math. Soc. vol. 15, 1986, 209–212 doi:10.1090/S0273-0979-1986-15476-5
- com Jean-Michel Bismut and Christophe Soulé: Analytic torsion and holomorphic determinant bundles 1-3, Comm. Math. Phys., vol. 115, 1988, pp. 49–78 doi:10.1007/BF01238853, 79–126 doi:10.1007/BF01238854, 301–351 doi:10.1007/BF01466774
- com Soulé: Arithmetic intersection theory, Pub. Math. IHES, vol. 72, 1990, p. 94–174 doi:10.1007/BF02699132
- com Bismut and Soulé: Complex immersions and Arakelov Geometry, in Pierre Cartier et al. (eds.): Grothendieck Festschrift, vol. 1, 1990, Birkhäuser, pp. 249–331 doi:10.1007/978-0-8176-4574-8_8
- com Soulé: An arithmetic Riemann-Roch Theorem, Inventiones Mathematicae, vol. 110, 1992, pp. 473–543 doi:10.1007/BF01231343
- K-theory and intersection theory in Eric Friedlander, Daniel Grayson (eds.): Handbook of K-theory, Springer 2005, pp. 235–293 doi:10.1007/978-3-540-27855-9_7